# برطانية العليا

برطانية العليا باللون الأرمد والسفلى بالألوان الباقية

برطانيةبَرْطَانِيَة العليا هو الجزء الشرقي من برطانية في فرنسا وهو في الغالب من الثقافة الرومانسية ويرتبط بلغة جالو. يُقابل الاسم برطانية السفلى، الجزء الغربي من المقاطعة القديمة والمنطقة الحالية حيث يتحدث الناس بلغة برطانية تقليديًا. ومع ذلك لا يوجد يقين بشأن المكان الذي يقع فيه الخط الفاصل بين برطانية العليا والسفلى بالضبط.
في كثير من النواحي تهيمن على منطقة أعالي برطانية مدينة رين الصناعية والكاتدرائية مقر جامعة رين الأولى وجامعة رين الثانية.

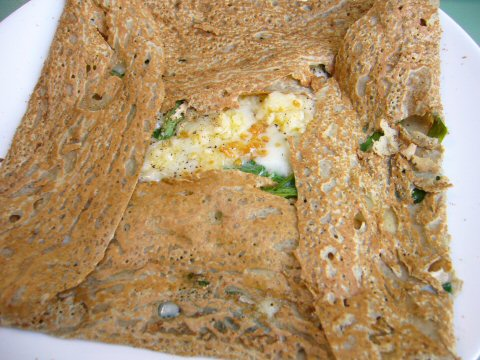
جلت